# 铸造厂大街

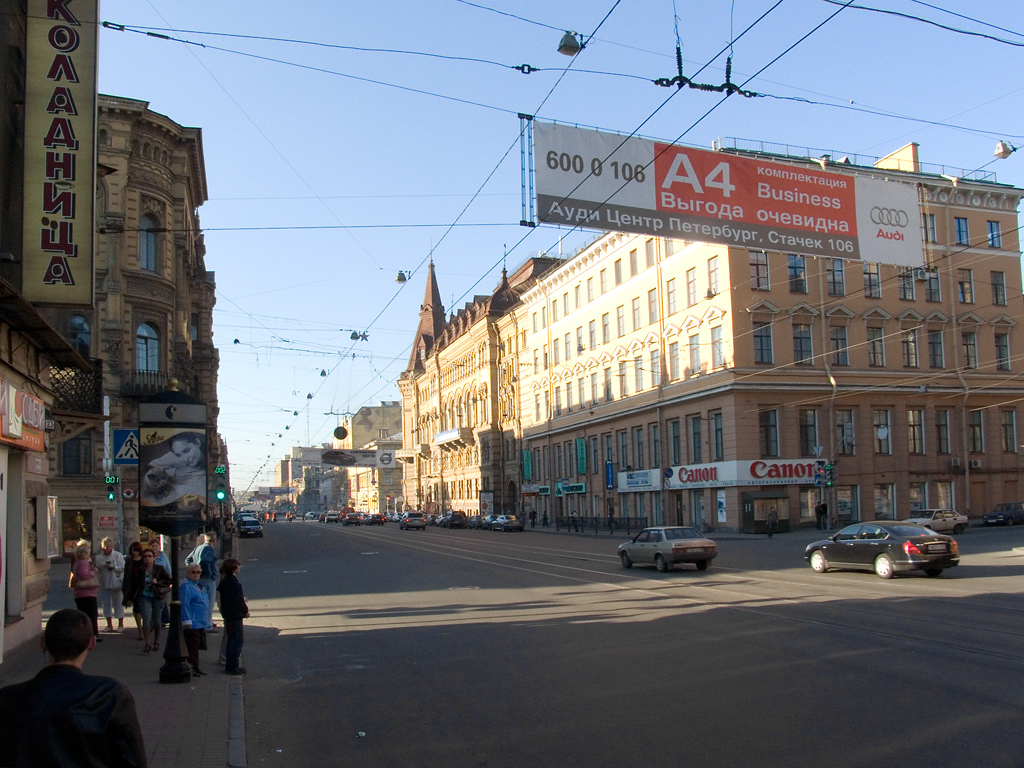
铸造厂大街

59°56′27″N 30°20′54″E / 59.9408°N 30.3483°E
铸造厂大街(俄语：Лите́йный проспе́кт)为俄罗斯圣彼得堡中区的一条宽阔的大道，从铸造桥至涅瓦大街。
铸造厂大街始建于1738年，当时清除森林，开辟从涅瓦大街到涅瓦河河岸铸造厂（1711年）的道路。
十月革命后不久，大道更名为Volodarskogo大街。1944年，恢复了历史名称。  
铸造厂大街上的著名建筑有：
- 大房子（铸造厂大街4号）；
- 19世纪的瓦尔瓦拉·多尔戈鲁基大楼（铸造厂大街14号）；
- 穆鲁齐大楼及约瑟夫·布罗茨基故居博物馆（铸造厂大街24号）；
- 涅克拉索夫故居博物馆，辟为国家普希金博物馆分馆（铸造厂大街36号）；
- 季娜伊达·尤苏波娃大楼（铸造厂大街42号）；
- 马林斯基医院（铸造厂大街56号）。